# 武寧
武寧（ぶねい、1356年 - 1406年?　在位:1396年 - 1405年?）は沖縄の歴史書に登場する王である。神号は中之真物（なかのまもの）。
1404年に、明の永楽帝が冊封使を派遣し、武寧は中山王に琉球で初めて冊封された。（先代の察度が初めてである、とする説もある。）
察度王統最後の王であり、先代の察度の息子である。武寧が国王になってから約10年経った1405年、沖縄統一を目指す尚巴志・思紹親子が襲来し（中山侵攻）、武寧の部下などは、尚氏側に味方した。結果的に、武寧は戦いに敗れ、居城である浦添城を下城した。その後の行方や墓の所在は分かっていない。

## 系譜
- 父：察度
- 母：眞鍋樽（勝連按司二世の娘）
- 弟：崎山里主
- 妃：不伝
- 世子：完寧斯結[2]